# Ficus schumacheri
Ficus schumacheri là một loài thực vật thuộc họ Moraceae. Loài này có ở Brasil, Guyana, và Venezuela.